# 酒井定隆
酒井 定隆（さかい さだたか、永享7年（1435年） - 大永2年4月24日（1522年5月19日））は、室町時代後期から戦国時代初期にかけての武将で上総酒井氏の祖とされる人物。
定治、隆敏の父。法号は玄通院殿日伝大居士。
定隆の出自については奉公衆東常縁が馬加康胤を討伐するために下総国に下った際の副将であった美濃国土岐氏一門の浜春利の子とする説、三河国の在地領主である三河酒井氏の一門とする説、藤原秀郷流波多野氏一族の氏族である松田氏の出身とする説、境常秀の子孫とする説、丹波国多紀郡の酒井氏の支族とする説などもあるが定かではない。また、古文書によれば、上総酒井氏の祖は酒井清伝と称される人物で、この人物については、16世紀の東金城主酒井胤敏（敏房と同一人物と推定される）および土気城主酒井胤治が揃って酒井氏の祖として清伝の名前を挙げている。このため、清伝を定隆の別名とする説と実在が確認できる清伝こそが上総酒井氏の祖で定隆の実在を否定する説がある。
康胤の滅亡後、古河公方足利成氏の介入によって千葉孝胤が千葉氏の当主となり、常縁が推す千葉実胤、自胤兄弟は太日河以東に戻れず、幕府主導による討伐は事実上の失敗に終わった
浜氏出身説によれば、この状況を見た定隆は幕府の将来に見切りを付けて、常縁の帰国には同行せずに成氏の客将となったとされる。
後の長享2年（1488年）、上総土気城に入り、ここを根拠に勢力を拡大し、続いて東金城を占領して勢力を築いた。
また、熱心な法華宗（顕本法華宗）の信者であり、上総北部の平定後数年で領内のほとんどの寺院を法華宗へと改宗させたとする伝説が近世中期以降の書物から確認される。
子孫は土気を拠点とする長男の定治の流と東金を拠点とする三男の隆敏の流とに分かれた。